# Region Syddanmark
Region Syddanmark är en dansk region som inrättades 1 januari 2007. Regionen omfattar södra delen av Jylland samt öarna Fyn och Langeland med flera mindre bebodda öar. Centralförvaltningen finns i Vejle.

## Kommuner i regionen
Regionen omfattar följande kommuner:

- Assens kommun
- Billunds kommun
- Esbjergs kommun
- Fanø kommun
- Fredericia kommun
- Fåborg-Midtfyns kommun
- Haderslevs kommun
- Kerteminde kommun
- Koldings kommun
- Langelands kommun
- Middelfarts kommun
- Nordfyns kommun
- Nyborgs kommun
- Odense kommun
- Svendborgs kommun
- Sønderborgs kommun
- Tønders kommun
- Varde kommun
- Vejens kommun
- Vejle kommun
- Ærø kommun
- Åbenrå kommun